# Urolophus paucimaculatus
Urolophus paucimaculatus е вид хрущялна риба от семейство Urolophidae.

## Разпространение
Видът е разпространен в Австралия (Виктория, Западна Австралия, Нов Южен Уелс, Тасмания и Южна Австралия).